# Oskar Vogt
Pour les articles homonymes, voir Vogt.
Oskar Vogt, né le 6 avril 1870 à Husum, dans la province du Schleswig-Holstein, et mort le 31 juillet 1959 à Fribourg-en-Brisgau est un neuroscientifique allemand.

## Résumé biographique
D'ascendance pour moitié danoise et allemande, il étudie l'histologie à Kiel, puis à Iéna et consacre sa thèse au corps calleux. Il travaille avec Otto Binswanger la neuroanatomie et la clinique psychiatrique. Il collabore ensuite à Zurich avec Auguste Forel et s'intéresse à l'hypnose : il fonde avec Sigmund Freud la revue Zeitschrift für Hypnotismus.
Il se brouille à Leipzig avec Flechsig et va terminer sa formation en 1897-1898 auprès de Dejerine à Paris. C'est là qu'il rencontre Cécile Mugnier, qu'il épouse en 1899. Grâce au soutien de la famille d'industriels Krupp (les « marchands de canons »), dont il avait soigné un membre, il fonde à Berlin en 1900 un centre de recherche neurologique, la « Neurologische Zentralstation » qui devient en 1902 le « Neurologisches Laboratorium », rattaché à l'université de Berlin. Ce centre abritera notamment les travaux de cytoarchitectonie du cortex de Korbinian Brodmann (alors que le couple Vogt se consacre à la myéloarchitectonie), ainsi que les recherches de Bielschowsky recruté en 1904. Vogt devient en 1911 professeur et directeur du Kaiser Wilhelm Institut für Hirnforschung à Berlin.
Vogt est resté célèbre pour avoir disséqué et décrit la structure histologique du cerveau de Lénine.
À côté de sa carrière neuroscientifique, Oskar Vogt, comme Forel s'intéressait à l'entomologie : il fut spécialiste des bourdons.

## Œuvres et publications

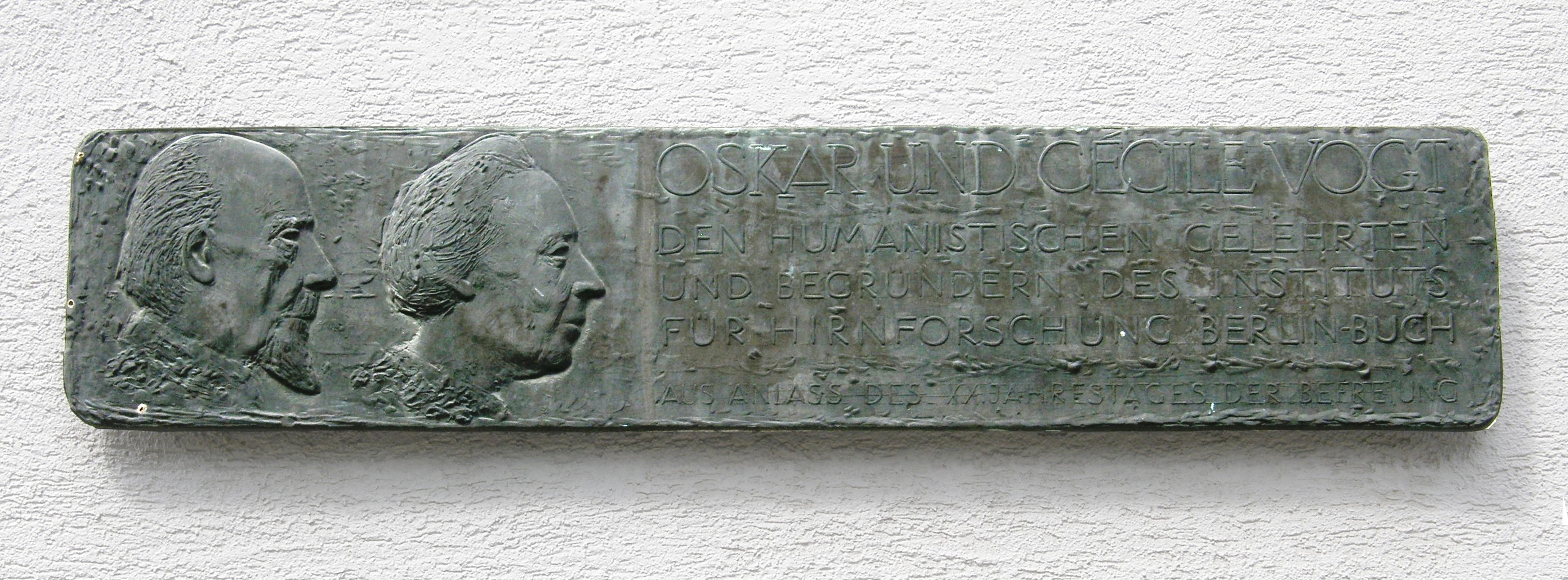
Plaque commémorative pour Oskar et Cécile Vogt, par Axel Schulz

- (de)Zur Kenntniss des Wesens und der psychologischen Bedeutung des HypnotismusJohann Ambrosius Barth, 1895.
- (de)«Die myeloarchitektonische Felderung des menschlichen Stirnhirns», in: J Psychol Neurol, 1910, vol. 15, no 4/5, p. 221-232 Texte intégral
- «Quelques considérations genérales sur la myélo-architecture du lobe frontal», in: Rev. Neurol. (Paris), 1910, vol. 20, p. 405-420.
- (de)«Die myeloarchitektonik des isocortex parietalis», in: J Psychol Neurol, 1911, vol. 18, p. 379-390 Texte intégral
- (en) «Importance of neuroanatomy in the field of neuropathology», in: Neurology, 1951, vol. 1, no 5, p. 205-205.

En collaboration avec son épouse Cécile Vogt-Mugnier :
- (de) Zur Lehre der Erkrankungen des striäten Systems, J.A. Barth, Leipzig, 1920 Texte intégral

## Éponymie
- Syndrome de Vogt et Vogt[2]